# بيدرو فيسنتي مالدونادو
بيدرو فيسنتي مالدونادو (بالإسبانية: Pedro Vicente Maldonado)‏ (و. 1704 – 1748 م) هو عالم فلك، وجغرافي، وفيزيائي، ورياضياتي من الإكوادور . ولد في ريوبامبا (الإكوادور) . وكان عضواً في الأكاديمية الفرنسية للعلوم .
توفي في لندن، عن عمر يناهز 44 عاماً.